# 華叟宗曇
華叟 宗曇（かそう そうどん、文和元年/正平7年（1352年） - 正長元年6月27日（1428年8月8日））は、南北朝時代-室町時代前期の臨済宗の僧。諡号は大機弘宗禅師。

## 経歴・人物
播磨国揖西郡の出身で、藤原氏の一族とされる。8歳にして京都大徳寺の徹翁義亨に投じ、14歳で出家し佛心と号した。1370年（応安2年）、18歳の時に雪翁保盛に、続いて蒋山仁禎のもとで学ぶ。のち徳禅寺の言外宗忠に参じ、拈華微笑の公案を解いて華叟と号し、印可を得た。近江堅田に祥瑞寺をひらき、住持した。門弟にはのちに大徳寺派の主流派となる一休宗純や養叟宗頤など。

### 大徳寺住持の記録
大徳寺住持であったとの文献が複数ある。宗峰妙超（大燈国師）を開山とし住持に数えない場合は22世、数える場合は23世とされる。一方で大徳寺の記録である竜宝山大徳禅寺世譜では22世を華蔵とし、華叟は26世養叟宗頤の名に並んで贈大徳と記載されている。
平野宗浄は華叟が住持であった記録が明治期以前に存在しないことに基づき、同時期の禅僧である華蔵曇禅師が22世住持であった可能性を指摘し、これを後年に華叟と混同したものと推測している。平野はさらに大徳寺真珠庵に所蔵されている華叟真筆の書状において、華叟が徳禅寺住持への就任を断っていることを傍証とし、華叟が大徳寺住持にはならなかったと結論づけている。